# Adam Stegerwald
Adam Stegerwald (ur. 14 grudnia 1874 w Greußenheim, zm. 3 grudnia 1945 w Würzburgu) – niemiecki polityk z ramienia Partii Centrum, premier Prus w okresie Republiki Weimarskiej. Jeden z założycieli CSU.

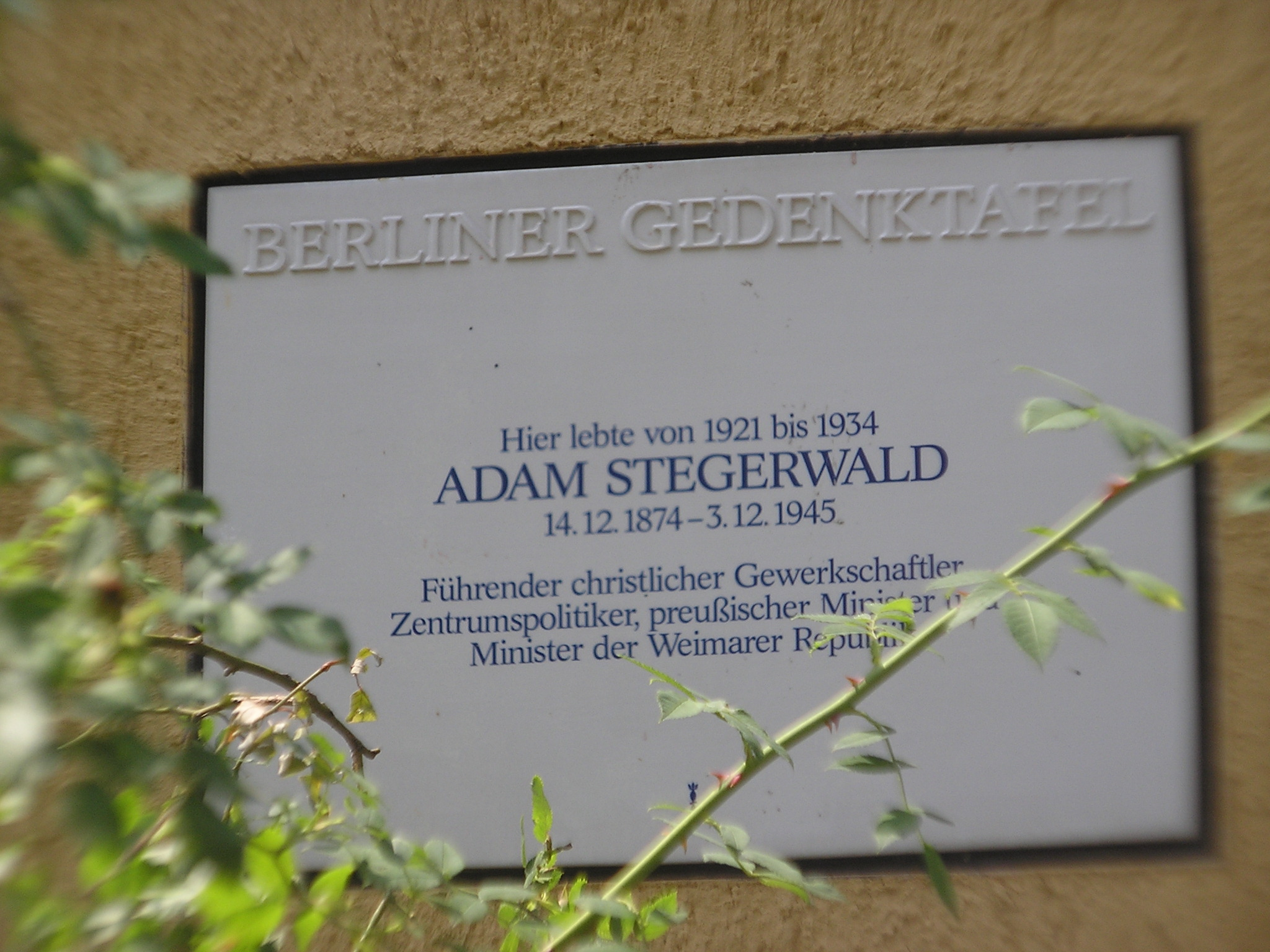
Tablica pamiątkowa, Berlin-Schmargendorf.